# Sidhpura
Sidhpura är en ort i Indien.   Den ligger i delstaten Uttar Pradesh, i den norra delen av landet, 200 km sydost om huvudstaden New Delhi. Sidhpura ligger 169 meter över havet och antalet invånare är 14 815.
Terrängen runt Sidhpura är mycket platt. Runt Sidhpura är det tätbefolkat, med 636 invånare per kvadratkilometer. Närmaste större samhälle är Ganj Dundwāra, 13,2 km nordost om Sidhpura. Trakten runt Sidhpura består till största delen av jordbruksmark.